# Islas Midway
Las islas Midway (también conocidas como atolón de Midway; en inglés: Midway Atoll; en hawaiano: Pihemanu Kauihelani originalmente en español: Isla de Patrocinio) es uno de los catorce territorios no incorporados de los Estados Unidos.
Las islas Midway no tienen habitantes aborígenes, siendo su estatus el de área insular a cargo del Departamento del Interior. La economía se sustenta con fondos gubernamentales en su totalidad, y tanto los alimentos como  otros bienes de manufactura han de ser  importados.
El área de Midway es reconocida especialmente por la batalla de Midway, (4-7 de junio de 1942) que se llevó a cabo durante la Segunda Guerra Mundial. La Marina de los Estados Unidos repelió un ataque japonés, marcando esta victoria un viento de cambio en el escenario de la guerra del Pacífico.

## Historia
Las islas Midway, probablemente, fueran descubiertas por el capitán español Miguel Zapiaín que en 1799 avistó estas islas y las bautizó como isla de Patrocinio. Midway no tiene habitantes indígenas y estuvo deshabitada hasta el siglo XIX.

### SigloXIX
Comúnmente, aunque no todas las fuentes coincidan, se sitúa el descubrimiento el 5 de julio de 1859 por el capitán N. C. Middlebrooks, a bordo del ballenero Gambia. Las islas fueron bautizadas en ese entonces como islas Middlebrooks.
Middlebrooks reclamó las islas para los Estados Unidos siguiendo el Acta de Islas Guaneras, según la cual los estadounidenses podían establecerse temporalmente en una isla deshabitada para aprovechar el guano.
El 28 de agosto de 1867 el capitán William Reynolds, del buque USS Lackawanna, tomó posesión formal de las islas para los Estados Unidos. Tiempo después, se cambió el nombre de las islas por el de Midway. Este atolón se transformó así en la primera porción de territorio no continental en ser anexionado por los Estados Unidos. Midway es la única isla del archipiélago de Hawái que no forma parte del estado de dicho nombre.
El primer intento de establecer un asentamiento se produjo en 1871, cuando la Compañía de Vapores del Correo del Pacífico inició un proyecto de voladura y dragado de un canal navegable a través del arrecife hasta la laguna, utilizando el dinero aportado por el Congreso de los Estados Unidos. El propósito era establecer una estación de carboneo en medio del océano para evitar los altos impuestos que se imponían en los puertos controlados por el Reino de Hawái. El proyecto fue en poco tiempo un completo fracaso, y el USS Saginaw evacuó al último de los trabajadores del proyecto del canal en octubre de 1871. El barco encalló en el atolón de Kure, dejando a todos varados. Todos fueron rescatados, con la excepción de cuatro de las cinco personas que navegaron a Kauai en un bote abierto para buscar ayuda.

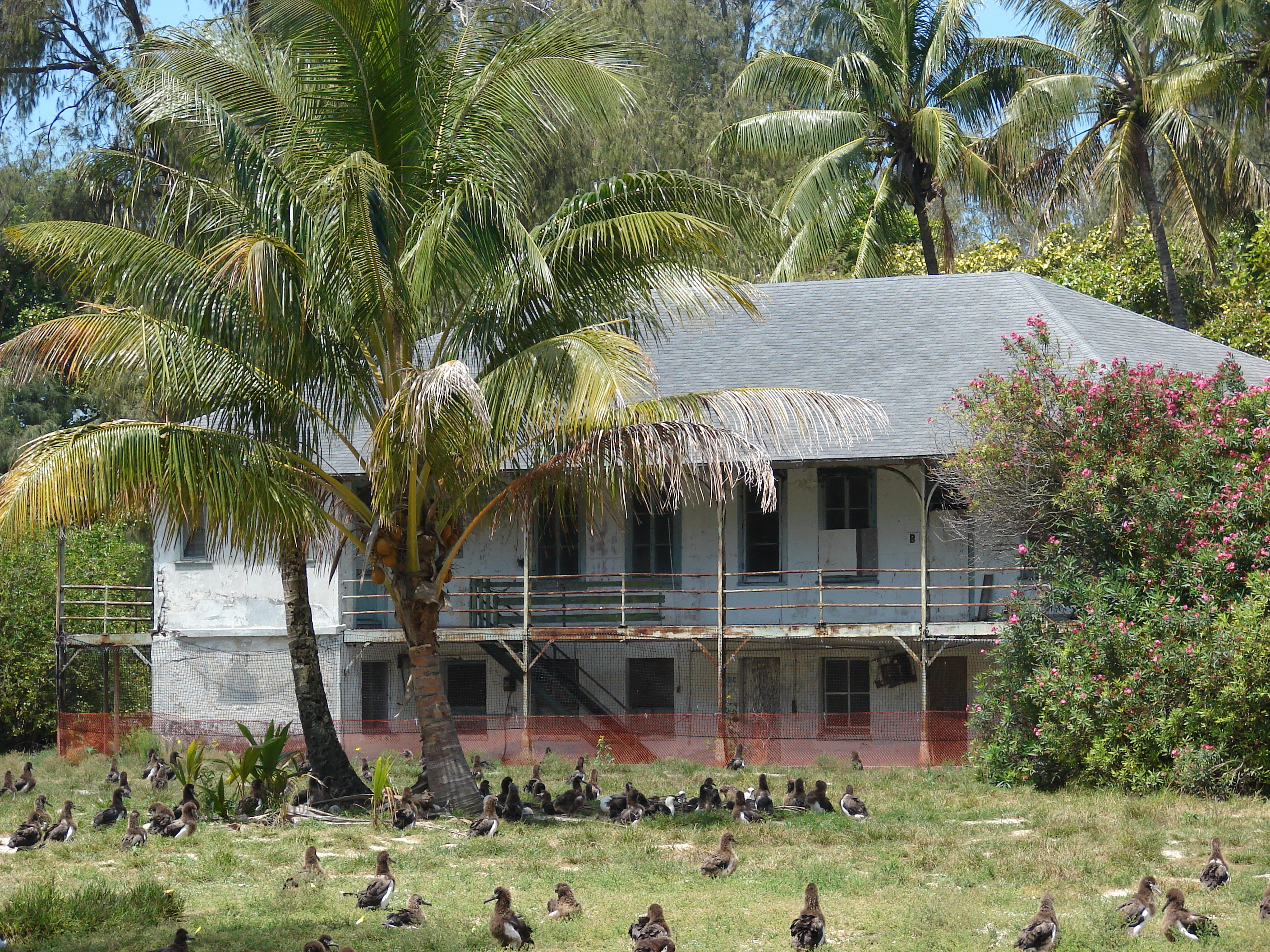
Los edificios de la Commercial Pacific Cable Company que datan de 1903.

### SigloXX
En 1903, los trabajadores de la «Commercial Pacific Cable Company» se establecieron en la isla como parte de los esfuerzos por tender un cable telegráfico transpacífico. Estos trabajadores introdujeron muchas especies no nativas en la isla, incluyendo el canario, la cicada, el pino de la isla de Norfolk, el roble, el coco y varios árboles de hoja caduca; junto con hormigas, cucarachas, termitas, ciempiés y un sinnúmero de otras.
El 20 de enero de 1903, la Marina de los Estados Unidos abrió una estación de radio en respuesta a las quejas de los trabajadores de la compañía de cable sobre los ocupantes ilegales y los cazadores furtivos japoneses. Entre 1904 y 1908, el presidente Franklin D. Roosevelt estacionó 21 marines en la isla para poner fin a la destrucción de la vida de las aves y mantener Midway a salvo como una posesión de EE. UU., protegiendo la estación de cable.
En 1935, comenzaron las operaciones de los hidroaviones Martin M-130 operados por Pan American Airlines. Los M-130 salieron de San Francisco a China, proporcionando la ruta más rápida y lujosa al Lejano Oriente y trayendo turistas a Midway hasta 1941. Solo los muy ricos podían permitirse el viaje, que en los años 30 costaba más de tres veces el salario anual de un estadounidense medio. Con Midway en la ruta entre Honolulu y la Isla Wake, los hidroaviones aterrizaron en el atolón y se detuvieron en un pantalán flotante en la laguna. Los turistas se trasladaban al Hotel Pan Am o al "Gooneyville Lodge", llamado así por los omnipresentes "Gooney birds" (albatros).

### Segunda Guerra Mundial
En junio de 1942 tuvo lugar en las inmediaciones de este archipiélago la importante y decisiva batalla de Midway, en la que la flota estadounidense derrotó a la japonesa.
La ubicación de Midway en el Pacífico se volvió importante militarmente. Midway era una parada conveniente para repostar en los vuelos transpacíficos, y también era una parada importante para los barcos de la Armada. A partir de 1940, cuando las tensiones con los japoneses aumentaron, Midway fue considerado como el segundo lugar, después de Pearl Harbor, en importancia para la protección de la costa oeste de los Estados Unidos. Pistas de aterrizaje, emplazamientos de armas y una base de hidroaviones se materializaron rápidamente en el pequeño atolón.

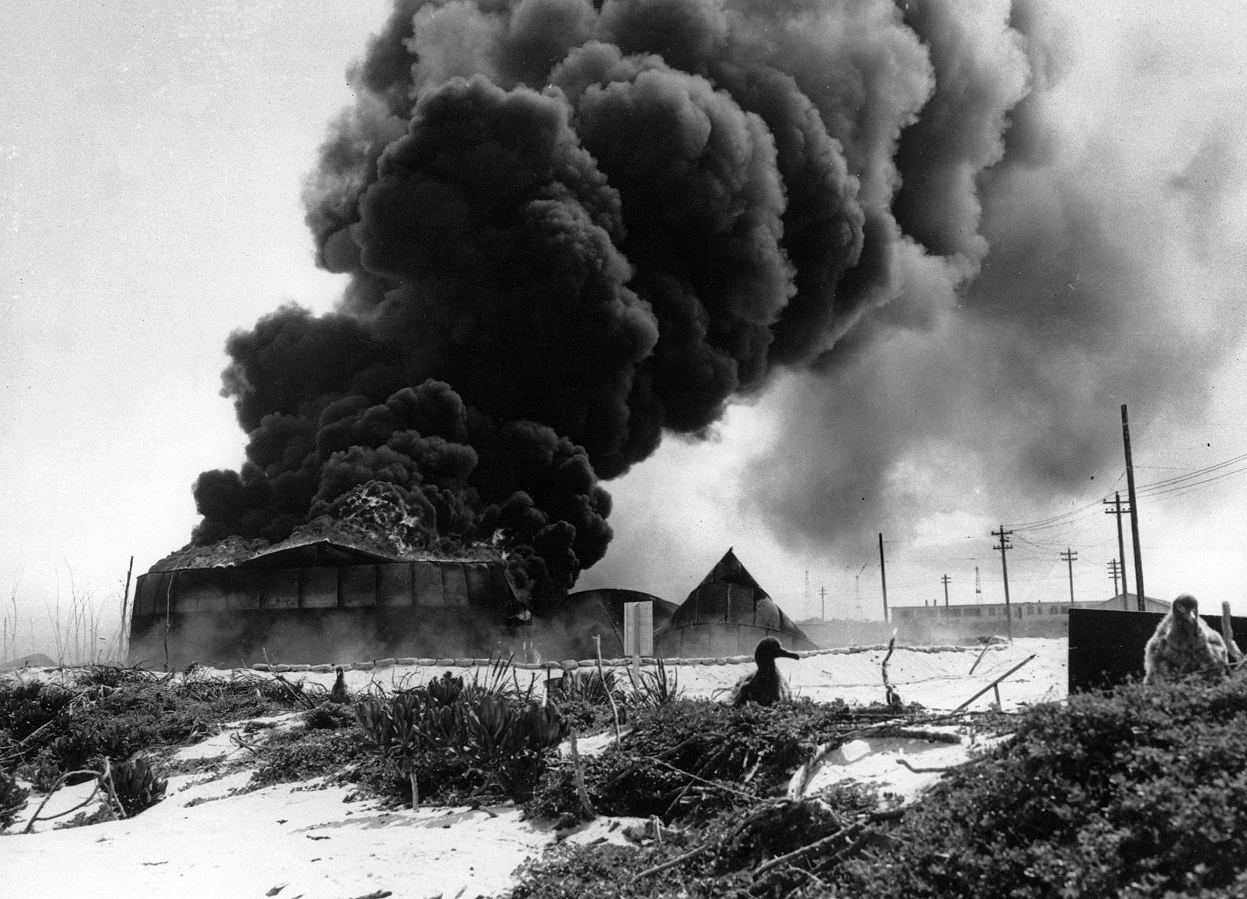
Ataque Japonés sobre Midway en 1942.

El canal fue ensanchado, y la Estación Aérea Naval de Midway fue completada. Midway era también una importante base de submarinos.
El 14 de febrero de 1941, el presidente Franklin Roosevelt emitió la Orden Ejecutiva 8682 para crear áreas de defensa naval en los territorios del Pacífico central. La proclamación estableció la "Zona de Defensa Naval de la Isla de Midway", que abarcaba las aguas territoriales entre las marcas extremas de alta mar y los límites marinos de tres millas que rodean Midway. También se estableció la "Reserva del espacio aéreo naval de la isla de Midway" para restringir el acceso al espacio aéreo sobre la zona marítima de defensa naval. Solo se permitía a los buques y aviones del Gobierno de los Estados Unidos entrar en las zonas de defensa naval del atolón de Midway, a menos que lo autorizara el Secretario de la Marina.
La importancia de Midway para los EE. UU. se puso de manifiesto el 7 de diciembre de 1941 cuando los japoneses atacaron Pearl Harbor. Midway fue atacado por dos destructores el mismo día, y la fuerza japonesa fue rechazada con éxito en la primera victoria estadounidense de la guerra. Un submarino japonés bombardeó Midway el 10 de febrero de 1942.
Cuatro meses más tarde, el 4 de junio de 1942, una gran batalla naval cerca de Midway resultó en que la Armada de EE. UU. infligió una devastadora derrota a la Armada japonesa. Cuatro portaaviones de la flota japonesa, Akagi, Kaga, Hiryū y Sōryū, fueron hundidos, junto con la pérdida de cientos de aviones japoneses, pérdidas que los japoneses nunca serían capaces de reemplazar. Los Estados Unidos perdieron el portaaviones Yorktown, junto con varios de sus portaaviones y aviones terrestres que fueron derribados por las fuerzas japonesas o bombardeados en tierra en los aeródromos. La batalla de Midway fue, según la mayoría de los relatos, el principio del fin del control de la Armada Japonesa sobre el océano Pacífico.
A partir de julio de 1942, una lancha submarina siempre estaba estacionada en el atolón para apoyar a los submarinos que patrullaban las aguas japonesas. En 1944, un dique seco flotante se creó en el lugar. Después de la batalla de Midway, se desarrolló un segundo aeródromo, este en la isla Sand. Este trabajo requirió ampliar el tamaño de la isla mediante técnicas de relleno de tierra, que cuando se concluyó, duplicaron el tamaño de la misma.

## Geografía

Mapa de las islas Midway, incluyendo el Aeródromo Henderson.

Son un atolón de 6,2 km² localizado en el Pacífico Norte, cerca del extremo noroccidental del archipiélago de Hawái. El nombre de Midway hace referencia a su posición geográfica, por estar a mitad de camino entre América y Asia.[cita requerida]
Su latitud es 28°13′ N y su longitud 177°22′ O, encontrándose las islas a aproximadamente la tercera parte de la distancia que separa Honolulu de Tokio.
El atolón consiste en una barrera de coral en forma de anillo y numerosos islotes y bancos de arena.  Las dos islas más importantes en cuanto a tamaño son la Isla Sand y la Isla Oriental, hábitat de miles de aves marinas, contaminadas por basura.

### Ubicación
Como su nombre lo sugiere, Midway es aproximadamente equidistante entre América del Norte y Asia, y se encuentra casi a mitad de camino alrededor del mundo longitudinalmente desde Greenwich, Reino Unido. Está cerca del extremo noroeste del archipiélago hawaiano, cerca de un tercio del camino desde Honolulu, Hawái, hasta Tokio, Japón. La isla de Midway no se considera parte del Estado de Hawái debido a la aprobación de la Ley Orgánica de Hawái, que anexó formalmente a Hawái a los Estados Unidos como territorio, solo definió a Hawái como "las islas adquiridas por los Estados Unidos de América en virtud de una Ley del Congreso titulada 'Resolución conjunta para disponer la anexión de las islas hawaianas a los Estados Unidos', aprobada el 7 de julio de mil ochocientos noventa y ocho". Aunque podría argumentarse que Midway pasó a formar parte de Hawái cuando Middlebrooks la descubrió en 1859, en ese momento se supuso que Midway fue adquirida independientemente por los Estados Unidos cuando Reynolds la visitó en 1867, por lo que no se consideró parte del Territorio.
Al definir qué islas heredaría el Estado de Hawái del Territorio, la Ley de Admisión de Hawái aclaró la cuestión, excluyendo específicamente a Midway (junto con la isla de Palmira, la isla de Johnston y el arrecife Kingman) de la jurisdicción del Estado.
El Atolón de Midway está aproximadamente a 140 millas náuticas (259 km; 161 mi) al este de la Línea Internacional de Datación, a unas 2800 millas náuticas (5200 km; 3200 mi) al oeste de San Francisco, y a 2200 millas náuticas (4100 km; 2500 mi) al este de Tokio.

### Características

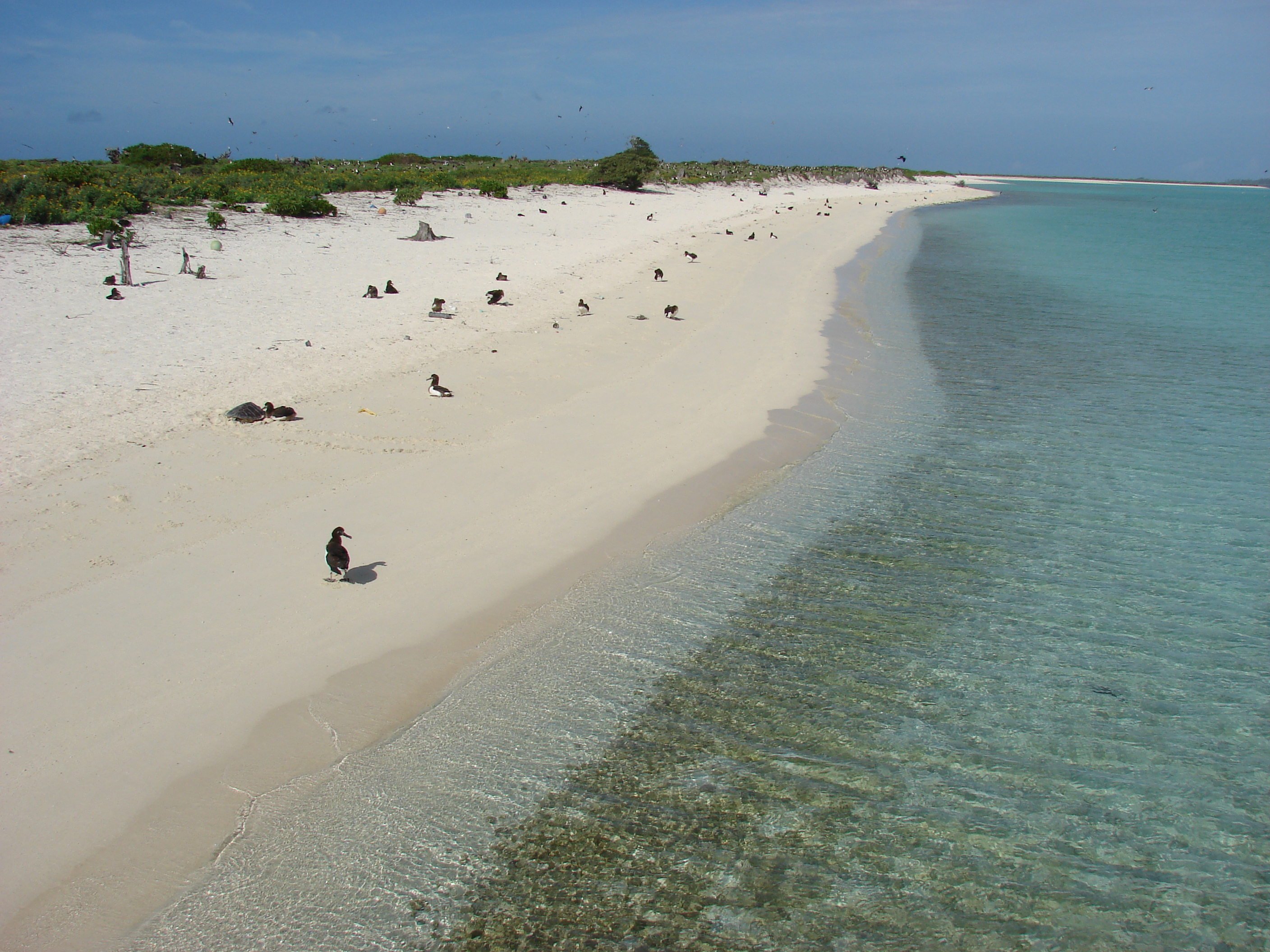
Vista de la Costa de una de las Islas del Atolón (Eastern Island).

Las islas Midway forman parte de una serie de islas volcánicas y atolones que se extiende desde Hawái hasta el extremo de las islas Aleutianas.  Midway se formó hace aproximadamente 28 millones de años, cuando el lecho submarino sobre el cual se asienta se encontraba a la misma altura que el basamento volcánico de Hawái. De hecho, Midway fue alguna vez un escudo volcánico aparentemente tan extenso como la isla de Lana'i. A lo largo de millones de años, la isla experimentó un proceso que se conoce como ajuste isostático. La barrera de coral que se formó alrededor de la isla volcánica pudo mantenerse en el nivel del mar mediante un crecimiento hacia arriba, a medida que todo el basamento cedía. En la actualidad, la barrera tiene cerca de 400 metros de espesor, y el atolón tiene aguas poco profundas a lo largo de unos 10 kilómetros.
Las islas del atolón de Midway fueron muy afectadas como consecuencia del establecimiento del hombre. Ya a partir de 1869, cuando se presentó un proyecto para destruir parte de los corales y construir un puerto en Sand island, la ecología del lugar sufrió alteraciones. Aves nativas de otras islas, tales como Laysan Rail y Laysan Finch fueron liberadas en el lugar.  Árboles originarios de Australia se plantaron a modo de cortavientos. Cerca del 75 % de las especies de plantas que se encuentran en Midway son exóticas.
El atolón tiene 32 kilómetros de rutas, 7,8 kilómetros de cañerías, un puerto (ubicado en Sand Island, y cerrado al uso público) y dos pistas de aterrizaje (ambas pavimentadas, con una extensión cercana a los 2000 metros). El FWS (Servicio para la Vida Silvestre e Ictícola, según sus siglas en inglés) tenía previsto cancelar todas las operaciones aeroportuarias a partir del 22 de noviembre de 2004, con lo cual se dejaría de permitir todo tipo de visitas públicas.

Bandera no oficial de las islas Midway.

## Refugio nacional de vida silvestre
Midway fue designada como refugio nacional de vida silvestre superpuesto el 22 de abril de 1988, mientras aún estaba bajo la jurisdicción primaria de la Armada estadounidense.
Desde agosto de 1996, el público en general podía visitar el atolón a través de ecotours de estudio. Este programa terminó en 2002, pero otro programa de visitantes fue aprobado y comenzó a operar en marzo de 2008. Este programa operó hasta 2012, pero fue suspendido para 2013 debido a los recortes presupuestarios.
El 31 de octubre de 1996, el presidente Bill Clinton firmó la Orden Ejecutiva 13022, que transfirió la jurisdicción y el control del atolón al Departamento del Interior de los Estados Unidos. El FWS asumió la gestión del Refugio Nacional de Vida Silvestre del Atolón de Midway. El último contingente de personal de la Marina salió de Midway el 30 de junio de 1997 después de que se completara un ambicioso programa de limpieza ambiental.

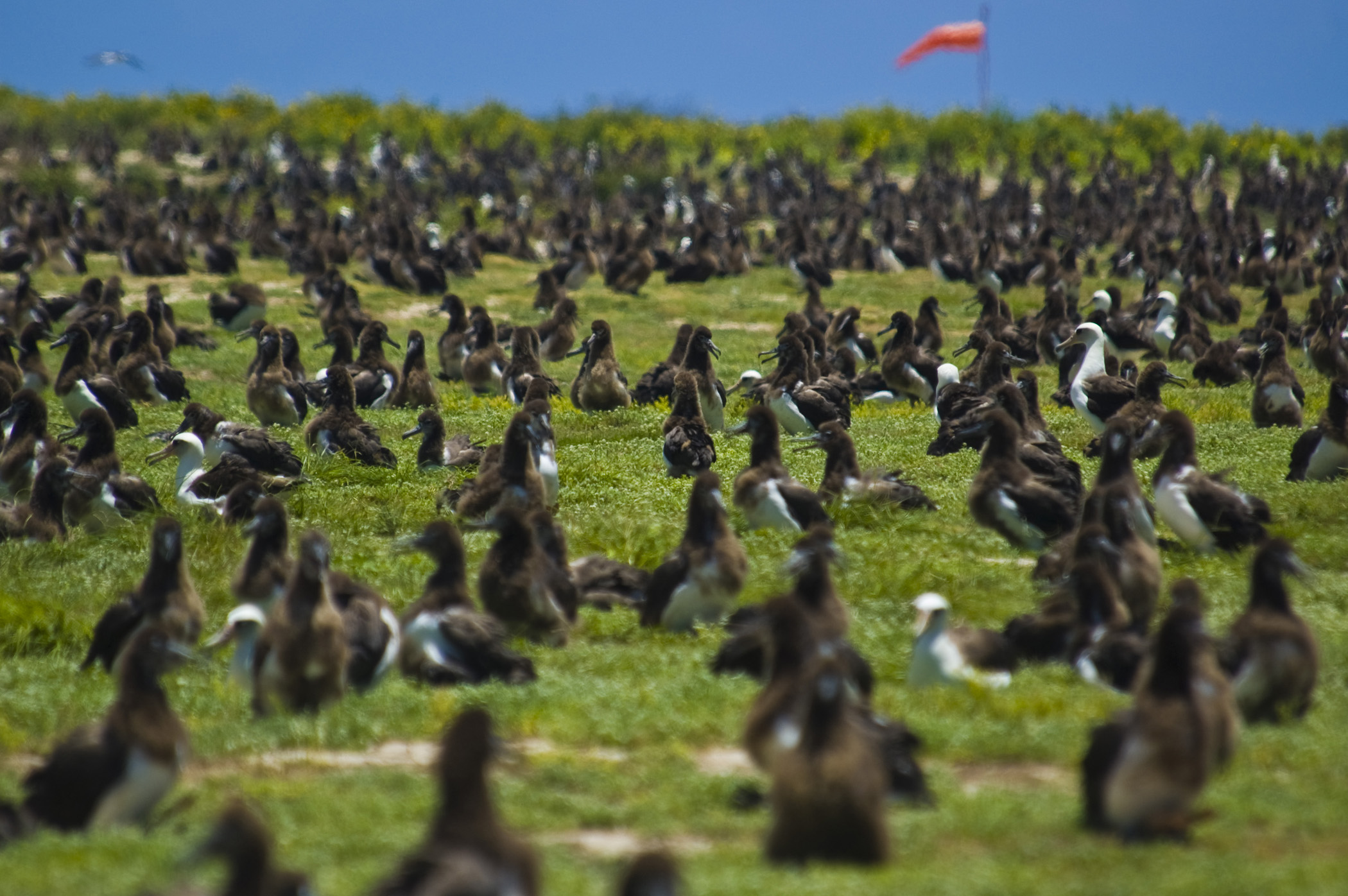
Albatros (Diomedeidae) en el Atolón de Midway.

El 13 de septiembre de 2000, el Secretario del Interior Bruce Babbitt designó el Refugio de Vida Silvestre como el Monumento Conmemorativo Nacional de la Batalla de Midway. El refugio se denomina ahora Refugio Nacional de Vida Silvestre del Atolón de Midway y Monumento Conmemorativo Nacional de la Batalla de Midway.
El 15 de junio de 2006, el presidente George W. Bush designó a las Islas Noroccidentales de Hawái como monumento nacional. El Monumento Nacional Marino de las Islas Noroccidentales de Hawái abarca 105 564 millas náuticas cuadradas (139 798 millas cuadradas; 362 074 km²), e incluye 3910 millas náuticas cuadradas (5178 millas cuadradas; 13 411 km²) de hábitat de arrecifes de coral. El Monumento también incluye el Refugio Nacional de Vida Silvestre de las Islas Hawaianas y el Refugio Nacional de Vida Silvestre del Atolón de Midway.
En 2007, el nombre del Monumento se cambió a Papahānaumokuākea (pronunciación hawaiana: [ˈpɐpəˈhaːnɔuˈmokuˈaːkeə]) a Monumento Nacional Marino. El Monumento Nacional es administrado por el Servicio de Pesca y Vida Silvestre de los Estados Unidos, la Administración Nacional Oceánica y Atmosférica (NOAA) y el Estado de Hawái. En 2016 el presidente Obama amplió el Monumento Nacional Marino Papahānaumokuākea y añadió la Oficina de Asuntos Hawaianos como cuarto cofinanciador del monumento.